# Liste der Kulturdenkmale in Ramstedt
Die Liste der Kulturdenkmale in Ramstedt enthält die denkmalgeschützten Kulturdenkmale auf dem Gebiet der Gemeinde Ramstedt im Kreis Nordfriesland, Schleswig-Holstein (Stand: 10. März 2025).

## Legende
In den Spalten befinden sich folgende Informationen:
- Objekt-ID: die Nummer des Kulturdenkmales
- Lage: die Adresse des Kulturdenkmales und die geographischen Koordinaten. Kartenansicht, um Koordinaten zu setzen. In der Kartenansicht sind Kulturdenkmale ohne Koordinaten mit einem roten Marker dargestellt und können in der Karte gesetzt werden. Kulturdenkmale ohne Bild sind mit einem blauen Marker gekennzeichnet, Kulturdenkmale mit Bild mit einem grünen Marker.
- Offizielle Bezeichnung: Bezeichnung des Kulturdenkmales
- Beschreibung: die Beschreibung des Kulturdenkmales
- Bild: ein Bild des Kulturdenkmales

## Bauliche Anlagen
| Objekt-ID | Lage                                           | Offizielle Bezeichnung | Beschreibung | Bild |
| --------- | ---------------------------------------------- | ---------------------- | --- | ---- |
| 5845      | Dorfstraße 23 (54° 23′ 56″ N, 9° 9′ 52″ O)     | Bauernhaus             | Bauernhaus; 1868; eingeschossiges, traufständiges Langhaus vom Typus des Geesthardenhauses aus gelbem Backstein, reetgedecktes Schopfwalmdach, Wohnteil mit breitem Zwerchhaus, Stallteil mit Lootor - Begründung: geschichtlich, Kulturlandschaft prägend - Schutzumfang: gesamtes Objekt - Denkmaltyp: Bauliche Anlage             | BW   |
| 5884      | Groß Mittelburg 1 (54° 23′ 14″ N, 9° 9′ 14″ O) | Haubarg                | Haubarg; um 1800; reetgedeckter Haubarg mit Warft, Außenmauern Backstein weiß geschlämmt, im Innern Vierkant mit vier Ständern und Dachwerk erhalten, Teilunterkellerung mit gemauertem Gewölbe - Begründung: geschichtlich, wissenschaftlich, Kulturlandschaft prägend - Schutzumfang: Haubarg, Warft - Denkmaltyp: Bauliche Anlage | BW   |

## Quelle
- Liste der Kulturdenkmale in Schleswig-Holstein – Kreis Nordfriesland (PDF)

- Karte mit allen Koordinaten:
- OSM |
- WikiMap